# Franz Zeidler
Franz Zeidler (* 8. Oktober 1883 in Retz; † 27. August 1945) war ein österreichischer Richter und ein deutscher Reichsgerichtsrat.

## Leben
Der Sohn eines katholischen Apothekers legte 1903 die Judizielle Staatsprüfung „mit guten Erfolg“ ab. Im März 1906 wurde er Rechtspraktikant am Landesgericht Wien und Ende Dezember 1906 Auskultant. Die Richteramtsprüfung bestand er 1910 „mit gutem Erfolg“. 1911 wurde er zum Richter am Bezirksgericht Scheibbs ernannt. 1912 wurde er Richter am Landesgericht Wien und dann am Bezirksgericht Hietzing. Juni 1914 kam er als Richter an das Landesgericht für Strafsachen in Wien. Im Ersten Weltkrieg war er Oberleutnant der Reserve. Im März 1918 wurde er Bezirksrichter für Wien.
1920 wurde er zum Landesgerichtsrat befördert. Den Titel Oberlandesgerichtsrat bekam er im Juni 1922 und Richter in Besoldungsgruppe 3 wurde er im Februar 1923. 1924 versetzte man ihm als Rat zum Landesgericht für Strafsachen I Wien, Standesgruppe 2. Als Senatsvorsitzender arbeitete er ab 1927 mit der Standesgruppe 3, mit der Standesgruppe 4 ab November 1932, mit der er auch Vizepräsident im Jänner 1933 wurde. Aushilfsweise erbrachte er Dienstleistungen am OG Wien ab März 1936. Dort wurde er 1937 Rat mit der Standesgruppe 5.
Nach dem „Anschluss“ Österreichs an das nationalsozialistische Deutsche Reich wurde Zeidler am 1. April 1939 an das deutsche Reichsgericht berufen, dem er bis zu dessen Ende 1945 angehörte.

## Parteizugehörigkeit
- 1933 bis 1938 Vaterländische Front

## Auszeichnungen
- 1942 Goldenes Treudienst-Ehrenzeichen